# Genji Monogatari Sennenki
Genji Monogatari Sennenki: Genji (源氏物語千年紀 Genji, lit. "Genji Monogatari: un diari d'un mil·lenni de vell: Genji") és una adaptació japonesa d'anime del Genji Monogatari. Originalment, es volia realitzar una adaptació del Genji Monogatari manga, però al final el director va decidir fer una adaptació directa de l'obra original. El film anime va ser dirigit per Osamu Dezaki. La sèrie es va emetre a Fuji TV el 15 de gener de 2009.

## Anime
La sèrie usa dues peces de música-tema. L'obertura és "Hiyori Hime" de Puffy AmiYumi, mentres que "Koi" (恋, lit. "Amor") de Kousuke Atari és la peça final.

## CD de la B.S.O
El 25 de febrer de 2009, Sony Music Entertainment va editar la banda sonora en CD del Genji Monogatari Sennenki de Projecte S.E.N.S. i un single pel tema inicial del Genji Monogatari Sennenki, "Hiyori Hime" de Puffy AmiYumi. El 25 de març de 2009, Sony Music Entertainment va editar un cd amb el tema final del Genji Monogatari Sennenki: "Koi" de Kousuke Atari.